# علم النفس في عصر الحضارة الإسلامية

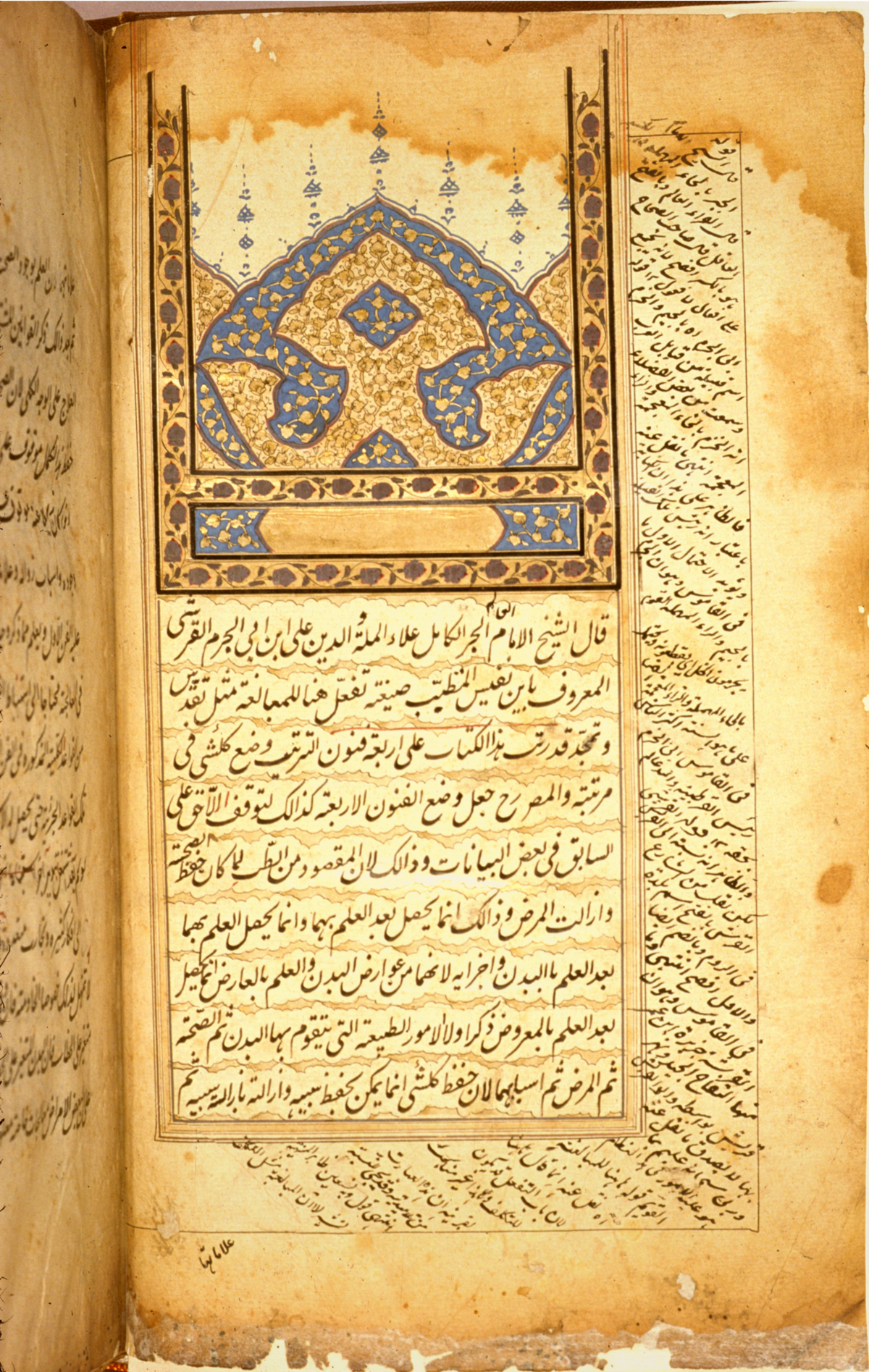
عمل طبي لابن النفيس، الذي صحح بعض النظريات الخاطئة لجالينوس وابن سينا في تشريح الدماغ

علم النفس الإسلامي (بالإنجليزية: Islamic psychology)‏ هو مصطلح يشير إلي الدراسة الطبية والفلسفية للنفس البشرية من منظور إسلامي، ويتناول مواضيع عدة في علم النفس والعلوم العصبية وفلسفة العقل والطب النفسي وطب أمراض نفسية جسمية.
قام علماء النفس والباحثين المسلمين في القرنين العشرين والحادي والعشرين بإعادة النظر في بعض المفاهيم المتعلقة بالفكر الإسلامي في العصور الوسطى.

## المصطلحات الفنية
استخدم مصطلحي «نفس» في كتابات المسلمين للدلالة على شخصية الفرد، واشتمل المصطلح مجموعة واسعة من القوى من بينها «القلب» و«الروح» و«العقل» و«الإرادة»، كما استخدم مصطلح «فطرة» للدلالة على الطبيعة البشرية.
تأثرت الدراسات الإسلامية تأثراً قوياً بالفلسفة اليونانية والهندية بجانب دراسة الكتب القديمة، والتي اعتمدت بشكل خاص علي طريقة فهم جالينوس للأخلاط الأربعة.
اعتبرت دراسة الأمراض العقلية في الطب الإسلامي تحديدا تخصصا قائم بذاته، وكان معروفاً بأشكال مختلفة كـ«العلاج النفسي»، و«الطب الروحاني»، و«طب القلب».
وكان المصطلح العربي التراثي الذي يُطلق على المصابين بالأمراض العقلية هو «مجنون»، والذي بدوره يعد مشتقا من كلمة «جَنَّ» التي تعني «غَطّى أو سَتَر».
في الأصل كان يُعتقد أن المصابين بالأمراض العقلية لا يستطيعون التمييز بين الحقيقي وغير الحقيقي، وعلي الرغم من ذلك فإن وجود فروق طفيفية في طبيعة علاج الأمراض العقلية لم تكن لتسمح بتعميمه كما كان سائد في أروبا ذلك الوقت.
أعيد تعريف مصطلح «مجنون» تدريجيا بين المتعلمين والمثقفين، وعرفه ابن سينا بأنه «الشخص الذي يعاني من حالة استبدال الواقع بالخيال».

## الأخلاقيات والعقائد
أعطي العالم الإسلامي المصابين بأمراض عقلية حماية قانونية من نوع خاص، وقد أكد القرآن الكريم علي هذا الموقف كما في سورة النساء:
| علم النفس في عصر الحضارة الإسلامية | وَلا تُؤْتُوا السُّفَهاءَ أَمْوالَكُمُ الَّتِي جَعَلَ اللَّهُ لَكُمْ قِياماً وَارْزُقُوهُمْ فِيها وَاكْسُوهُمْ وَقُولُوا لَهُمْ قَوْلاً مَعْرُوفاً | علم النفس في عصر الحضارة الإسلامية |
| — سورة النساء - الآية الخامسة      |                                                                                                |                                    |

لخصت هذه الآية المذهب الإسلامي تجاه المرضي العقليين، والذين اعتبرهم القرآن غير مناسبين لإدارة الملكية ولكنه في الوقت أوجب معاملتهم بطريقة إنسانية، وأن يظلوا تحت الرعاية من قبل الوصي عليهم أو من قبل الدولة.

## أهم المساهمين

### محمد بن زكريا الرازي
كان أبو بكر محمد بن زكريا الرازي (865-925)، والمعروف بـ«الرازي» عند الغرب، طبيباً وفيلسوفاً وعالماً فارسياً مؤثراً أثناء العصر الذهبي للإسلام، وكان من بين الأوائل الذين كتبوا عن الأمراض العقلية والعلاج النفسي، وبما أنه كان مدير في مستشفى بغداد، فإنه أيضاً كان رئيساً لأول جناح أمراض نفسية في العالم، ويعتبر المنصوري والحاوي اثنين من أهم أعماله، يتضمنان مواصفات وطرق علاجية لأمراض عقلية.

### الحسين بن عبد الله بن سينا
كان أبو علي الحسين بن عبد الله بن سينا (980-1030)، والمعروف عند الغرب بابن سينا، عالما فارسياً متعدد جوانب الثقاقة، ويعتبر مشهوراً بسبب كتاباته في مواضيع مختلفة كالفلسفة وعلم الفيزياء والطب والرياضيات والجيولوجيا (علم الأرض) وعلوم الدين والشعر. وأضاف في أحد أعرق وأشهر أعماله القانون في الطب طرق علاجية لبعض الحالات المرضية كالأرق والهوس والدوار والشلل والسكتة الدماغية والصرع والاكتئاب وكذلك العجز الجنسي، كما كان ابن سينا رائدا في مجال الطب النفسي الجسدي، وربط التغيرات النفسية بالتغيرات الجسمية.

## رعاية الصحة العقلية
يعتبر العصر الذهبي للحضارة الإسلامية فريداً من نوعه وذلك بإجراء العلاج للمضطربين عقلياً في المستشفيات، وشُيّدت مستشفيات الأمراض العقلية والنفسية في بغداد عام (705م) والقاهرة (805م)، وهناك دليل يقترح وجود مؤسسة صحية أخرى بمدينة فاس بالمغرب.

### علاج الأمراض النفسية
بالإضافة إلى الأدوية، فقد اشتمل علاج الأمراض النفسية على الاستحمام والموسيقى والعلاج الوظيفي الذي يعكس اهتماماً كبيراً في التأكيد على العلاقة بين المرض العقلي ومشاكل الجسم، وتم وصف أدوية محددة من أجل إعادة توزان الأخلاط الأربعة في جسم الإنسان، والذي يؤدي عدم التوازن بينها إلي الذهان، كما كان يعتقد أن الأرق ينجم عن وجود كمية كبيرة من السائل الجاف وبالتالي يمكن علاجه باستخدام المرطبات.

## علم النفس الحديث
في العقود الأخيرة زادت الدعوات إلى تأصيل علم النفس الغربي الحديث إسلامياً، ونشأت جمعيات وروابط علمية ومؤسسات تعنى بالتأصيل، وأقيم كذلك عدد من المؤتمرات العلمية لهذه الغاية، كما نُشرت الكثير من البحوث والكتب المختلفة في هذا المجال.